# Richard Roberts
Richard John Roberts (Derby, 6 de Setembro de 1943) é um bioquímico e biólogo molecular britânico.
Foi agraciado, juntamente com o estadunidense Philip Allen Sharp, com o Nobel de Fisiologia ou Medicina de 1993, pela descoberta da existência de segmentos do ácido desoxirribonucleico que não têm função codificadora na elaboração de uma determinada proteína.